# Bergnicourt
Bergnicourt és un municipi francès situat al departament de les Ardenes i a la regió del Gran Est. L'any 2007 tenia 170 habitants.

## Demografia

### Població
El 2007 la població de fet de Bergnicourt era de 170 persones. Hi havia 68 famílies de les quals 8 eren unipersonals (8 homes vivint sols), 32 parelles sense fills i 28 parelles amb fills.
La població ha evolucionat segons el següent gràfic:
Habitants censats

### Habitatges
El 2007 hi havia 80 habitatges, 67 eren l'habitatge principal de la família, 2 eren segones residències i 11 estaven desocupats. 78 eren cases i 1 era un apartament. Dels 67 habitatges principals, 55 estaven ocupats pels seus propietaris, 11 estaven llogats i ocupats pels llogaters i 1 estava cedit a títol gratuït; 7 tenien tres cambres, 12 en tenien quatre i 48 en tenien cinc o més. 53 habitatges disposaven pel capbaix d'una plaça de pàrquing. A 25 habitatges hi havia un automòbil i a 39 n'hi havia dos o més.

### Piràmide de població
La piràmide de població per edats i sexe el 2009 era:
| Homes | Edats   | Dones |
| ----- | ------- | ----- |
| 0     | 95 o +  | 0     |
| 0     | 90 a 94 | 0     |
| 0     | 85 a 89 | 2     |
| 0     | 80 a 84 | 0     |
| 3     | 75 a 79 | 3     |
| 2     | 70 a 74 | 1     |
| 3     | 65 a 69 | 2     |
| 4     | 60 a 64 | 3     |
| 5     | 55 a 59 | 3     |
| 10    | 50 a 54 | 11    |
| 5     | 45 a 49 | 6     |
| 3     | 40 a 44 | 3     |
| 5     | 35 a 39 | 5     |
| 4     | 30 a 34 | 8     |
| 8     | 25 a 29 | 7     |
| 9     | 20 a 24 | 4     |
| 3     | 15 a 19 | 7     |
| 5     | 10 a 14 | 4     |
| 4     | 5 a 9   | 3     |
| 6     | 0 a 4   | 2     |

## Economia
El 2007 la població en edat de treballar era de 118 persones, 91 eren actives i 27 eren inactives. De les 91 persones actives 86 estaven ocupades (48 homes i 38 dones) i 5 estaven aturades (5 dones i 5 dones). De les 27 persones inactives 16 estaven jubilades, 1 estava estudiant i 10 estaven classificades com a «altres inactius».

### Ingressos
El 2009 a Bergnicourt hi havia 73 unitats fiscals que integraven 182,5 persones, la mediana anual d'ingressos fiscals per persona era de 20.858 €.

### Activitats econòmiques
Dels 3 establiments que hi havia el 2007, 1 era d'una empresa de comerç i reparació d'automòbils i 2 d'empreses de serveis.
L'any 2000 a Bergnicourt hi havia 11 explotacions agrícoles.

## Poblacions més properes
El següent diagrama mostra les poblacions més properes.